# Inhaúma (stacja metra)
Inhaúma – stacja metra w Rio de Janeiro, na linii 2. Zlokalizowana jest pomiędzy stacjami Nova América/Del Castilho i Engenho da Rainha. Została otwarta 12 marca 1983.